# Меримутеф
Меримутеф, Мермутеф (Mr-mwt.f — «любимый своей матерью» или «кого любит мать») — древнеегипетской бог и господин небес, бог мёртвых.

## Описание
Изображался человеком с головой барана или сокола в двойной короне. В святилище Сокара (храм Сети I в Абидосе) изображён 33-м из 54 богов, упоминается в третьем западном святилище храма в Эдфу, Абу-Симбеле, ряде саркофагов и статуй. В функции Меримутефа ставилось обозначать Осириса и мёртвых, также являлся властителем души Ах (Ḥḳʒ-ʒḫw), кто любит своего отца (Mr-it.f) и брата (Mr-snw.f).
Почитался в 11-м верхнеегипетском номе, в городе Хаит (Ḫejt) или Сай (Ṥàj) между Асьютом и Кусаи. В этом регионе Меримутеф был местным вариантом бога Хнума. Современные границы города, где почитался Меримутеф, — либо Манкабад, либо рядом с некрополем Маабдех у подножья Гебель-Абу-Фодех, где найдены следы древнего города. Культ этого бога продолжался достаточно долгое время и не ограничивался одним или двумя номами.

## Merimutef-em-taentem
В греко-римский период бог мёртвых Merimutef-em-taentem (Mr mw.t=f-m-t3 n tm - дендерский Меримутеф) считался формой воплощения Гора в Хемнисе или Панополисе. Изображался, как и Гор, с юношеским локоном.